# Ramal ferroviario Olascoaga-General Pico
El Ramal Olascoaga - General Pico pertenece al Ferrocarril Domingo Faustino Sarmiento, Argentina.

## Ubicación
Se halla en las provincias de Buenos Aires y La Pampa. Tiene una extensión de 297 km y une las localidades de General Pico y Olascoaga.

## Servicios
Es un ramal primario de la red, no presta servicios de pasajeros ni de carga. Sin embargo sus vías están concesionadas a la empresa FerroExpreso Pampeano S.A..
Sólo se encuentra activo el tramo entre General Pico y América para formaciones de carga.
No se prestan servicios de pasajeros. En épocas de Ferrocarriles Argentinos, prestaba servicios de pasajeros conocido como El Caldén.

## Historia
El ramal fue construido por la empresa Ferrocarril Oeste de Buenos Aires entre 1904 y 1906.